# 惠利
李惠利（韓語：이혜리；1994年6月9日—），藝名為「惠利」（혜리），是韓國女演員、歌手以及電視藝人。她因為成為女團Girl's Day忙內而嶄露頭角，並在2014年參與綜藝節目《真正的男人》女兵特輯，因固定出演而人氣暴漲，受到韓國媒體稱為「國民妹妹」。
隨後，她在2015年以主演電視劇《請回答1988》中的出色表現廣受好評，並憑該劇獲得多項演技獎項，該劇當時也是韓國有線電視史上收視率最高的戲劇之一。在綜藝節目和戲劇領域連續獲得成功之後，李惠利在2016年名列《韩国福布斯名人榜》第三名，並成為當時南韓收入最高的廣告女星之一。
李惠利於2018年至2020年間擔任綜藝節目《驚人的星期六》的固定班底。之後她為了專注戲劇事業而退出節目，並於2021年主演由爱奇艺製作的熱門劇集《我的室友是九尾狐》。
2025年因演出《善意的競爭》中天才女高中生「劉在伊」一角，憑藉出色精湛的演技將懸疑驚悚的情節詮釋得淋漓盡致，再創演藝事業新高峰，自播出以來Instagram追蹤人數增加100萬人以上，並於2025年3月22日突破1000萬人追蹤，亦與同年舉辦個人第一次粉絲見面會，另於第4屆青龍系列大獎獲得生涯首次「人氣明星獎」。

## 早年生活與教育背景
李惠利出生於韓國京畿道廣州市，她有一個比她小兩歲的妹妹李惠琳。小時候的她家境貧困，媽媽在工廠工作時，她曾與奶奶一起住在鄉下。
在國中時期，李惠利參加了一場才藝表演，被經紀公司Dream T Entertainment星探發掘，雖然當時幾乎沒有受過正規訓練，她就這樣加入了Girl's Day，展開演藝生涯。
之後，她曾就讀於首爾公演藝術高等學校，後來進入建國大學主修電影，進一步磨練她在演藝方面的專業技能。

## 生涯

### 2010年至今：Girl's Day
2010年9月，在原成員智仁與智善退出後，李惠利和Yura被宣布為女團Girl's Day的新成員，當時距離團體出道僅過兩個月。全新陣容的Girl's Day隨後推出單曲《Nothing Lasts Forever》，並迅速成為當時韓國最受歡迎、商業上最成功的四人女團之一。
2014年1月，李惠利在一次Girl's Day的現場演出中突然昏倒，隨後由《M Countdown》的工作人員將她扶下舞台。事後診斷結果為感染豬流感。
2019年，李惠利與Dream T娛樂的專屬合約到期，並轉投至新成立的經紀公司Creative Group ING。雖然四位成員分別簽約不同的經紀公司，但她們曾多次表示，Girl's Day並未正式解散。

### 2012–2014：演技出道與人氣上升
2012年，李惠利透過SBS週末劇《美味人生》展開演員生涯，在劇中飾演四姐妹中最小的妹妹。
2014年8月，她參加綜藝節目《真正的男人》女兵特輯，僅短短四天的出演就讓她爆紅。其中一段她對教官撒嬌（做出可愛表情與語氣）的影片在南韓網路上迅速走紅，短短一天內觀看次數突破一百萬，當時在網路上引起巨大迴響。她因此一夜成名，並憑藉該節目獲得MBC演藝大獎的女子新人獎。
2014年11月，李惠利確定出演JTBC的青少年懸疑劇《善巖女高偵探團》，該劇於12月開播。12月23日，她也被選為SBS奇幻愛情劇《海德、哲基尔与我》的主要角色之一，該劇於2015年1月首播。

### 2015年至今：主演時期
2015年，李惠利主演tvN電視劇《請回答1988》，該劇於11月播出後大受歡迎，最高收視率達到18.8%，成為當時韓國有線電視史上收視率最高的戲劇之一。她在劇中飾演的女主角深受觀眾喜愛，演技也獲得一致好評並拿下多項演技獎項。劇中，她所飾演的角色曾在1988年夏季奥林匹克运动会開幕式擔任马达加斯加代表團的舉牌女孩。由於這部劇成為文化現象，马达加斯加加駐韓大使甚至曾邀請李惠利在2018年冬季奥林匹克运动会開幕式上擔任該國的名譽旗手，但因行程繁忙，她婉拒了這項提議。

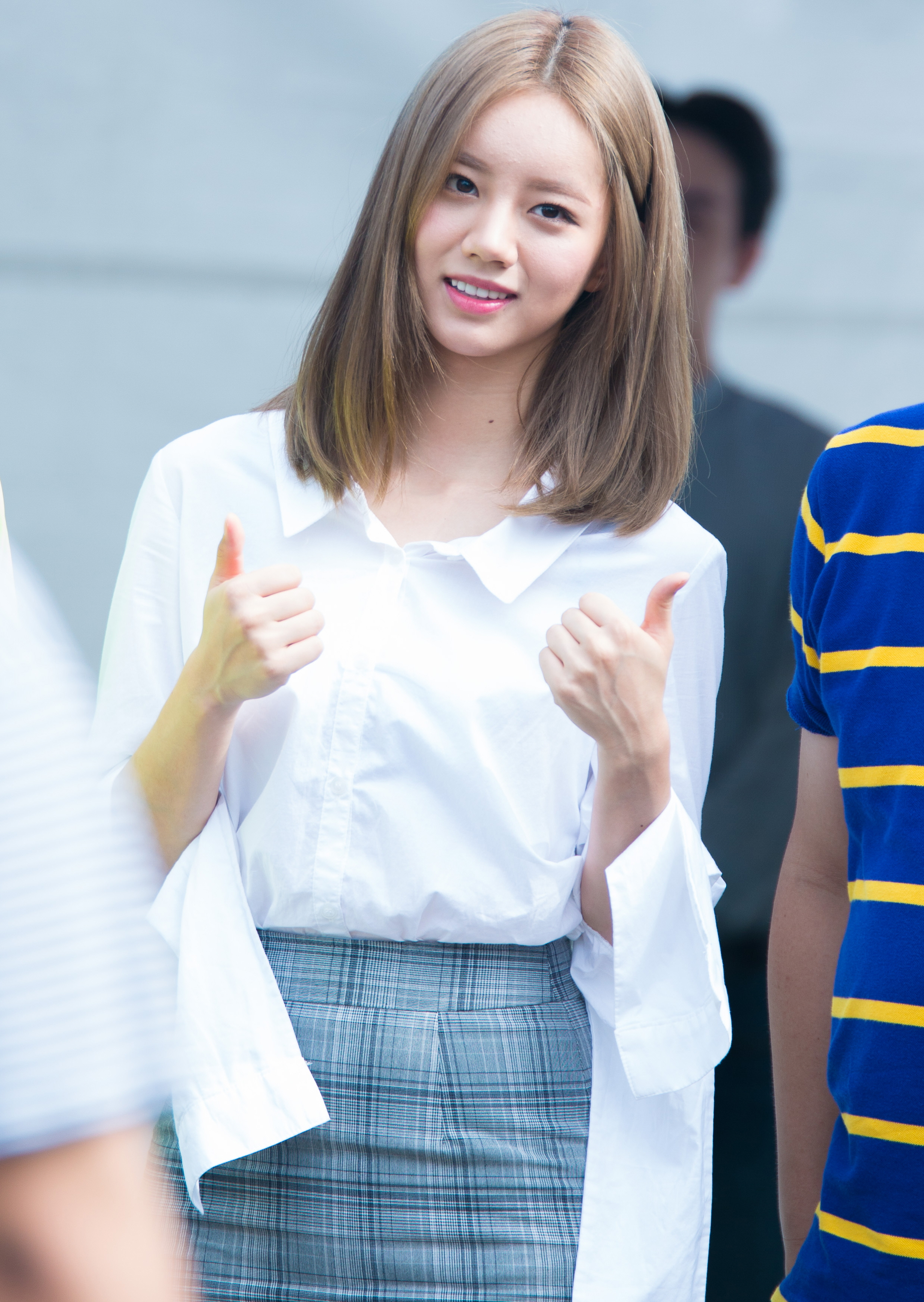
7-Eleven便當粉絲簽名會(2016年)

2016年，她與池晟、CNBLUE成員姜敏赫一同主演SBS電視劇《戲子》，該劇自4月20日起播出，並讓她在同年SBS演技大獎上獲得「新人獎」。
2017年，李惠利與曹政奭、金宣虎共同主演MBC警匪喜劇《我的鬼神搭檔》。
2018年，她首次進軍大銀幕，主演古裝怪物片《物怪》。電影於2018年9月上映。接著，她又接演了拳擊題材的喜劇電影《盤索里拳手》，該片於2019年在第20屆全州國際電影節首映，並於同年10月正式上映。
2019年，她主演tvN職場喜劇《清日電子李小姐》。
除了演戲之外，李惠利也經常參與各大綜藝節目，被譽為「綜藝藍籌股」，原因是她真誠自然的個性、開朗的能量以及與其他嘉賓之間的好默契。從2018年起，她成為tvN綜藝節目《驚人的星期六》的固定班底，直到2020年底為了專心發展演員事業才退出節目。
2021年，她與張基龍一同主演tvN與愛奇藝合作製作的奇幻浪漫劇《我的室友是九尾狐》，該劇在全球獲得超過一億次的線上觀看次數，成為愛奇藝當年最受歡迎的原創韓劇。12月20日，她主演KBS2歷史劇《花開時想月》，搭檔演員是俞承豪。

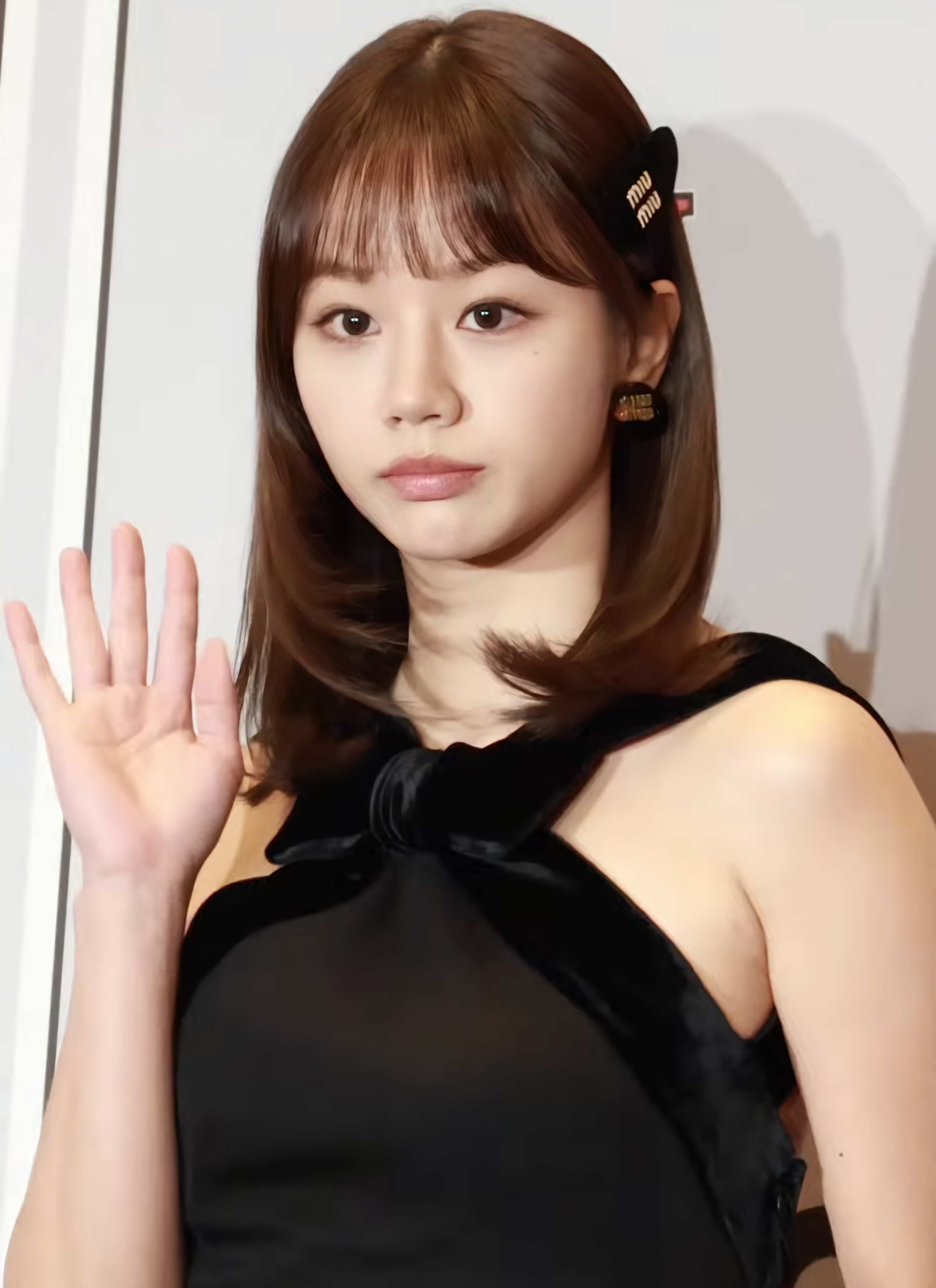
第18屆乳癌防治慈善活動

2022年，李惠利主演MBC電視劇《以一當百執事》，並憑此劇獲得2022年MBC演技大獎的「迷你劇部門女子優秀演技獎」。同年，她跟全炫茂與鄭容和一同主持2022年KBS演技大獎，並以《花開時想月》再度獲頒女子優秀演技獎。
2023年3月6日，李惠利確定參演韓國首部以啦啦隊為題材的電影《Victory 》，並在第23屆紐約亞洲電影節上憑該片榮獲「Screen International亞洲新星獎」。3月12日，她出演ENA綜藝節目《惠薇李叡采派》。11月22日，她參與Netflix實境競賽節目《怪奇謎案限時破》。
2024年6月，李惠利簽約新經紀公司Sublime。

## 公益活動
2016年9月，李惠利獲得韩国教育部任命，擔任「自由學期制」宣傳大使。
2017年2月，她成為國際培幼會的親善大使之一，參與「為每一位孩子登記出生」的公益活動。2018年，她也參與國際培幼會為無出生登記的孩童舉辦的募款活動，並親自寫信給粉絲們，呼籲大家一起捐款幫助這些兒童。
2019年，年僅25歲的李惠利就成為联合国儿童基金会「榮譽會員俱樂部」中最年輕的一員。該俱樂部是為捐款超過1億韓元（約新台幣240萬元）以上的公益人士設立，李惠利的捐款主要用於幫助亞洲地區的弱勢兒童接受教育，以及預防艾滋病等公衛計畫。會員授證儀式於2019年7月26日舉行。
李惠利長期以來持續捐款於多項公益項目，包括公衛、災害救助等領域。 2016年農曆新年期間，她捐出5,000萬韓元給「韓國社會福利共同募金會」，用於改善高齡長者福利。年底，她又捐出5,000萬韓元給「大邱西門市場」火災受災戶，由「韓國災難救助協會」代為發放。
2020年2月，李惠利為新冠疫情的受災者捐出1億韓元，透過救助儿童会組織提供支援。
2022年，她為庆尚北道蔚珍郡與江原特別自治道三陟市大規模森林火災的受害居民捐出5,000萬韓元，透過「希望橋災害救助協會」進行援助。同年，她也為支援烏克蘭在俄羅斯入侵期間受到戰爭影響的兒童，再次透過救助儿童会緊急救助項目捐出5,000萬韓元。她表示：「希望這些在戰爭中無助的孩子能感受到一點溫暖，也希望有一天這個世界能沒有戰爭與恐懼。」
2023年，李惠利再度捐出5,000萬韓元給联合国儿童基金会，用於協助2023年土耳其-叙利亚地震災區的兒童，幫助他們重建生活。

## 個人生活
2016年3月，李惠利因為工作過度勞累導致罹患脑膜炎而住院治療。
她與演員柳俊烈因合作《請回答1988》而熟識，兩人於2016年底開始交往，並於2023年11月正式對外宣布分手，結束長達七年的戀情。經紀公司表示，兩人是因為私生活的原因而和平分手。

## 影視作品

### MV演出
| 發佈時間       | 歌名                      | 歌手         | 音樂錄影帶                              | 備註             |
| 2013年4月17日  | 《Sharking Heart》        | C-CLOWN      | YouTube上的Sharking Heart               | -                |
| 2013年5月13日  | 《Tarzan》                | Wonder Boyz  | YouTube上的Tarzan                       | -                |
| 2013年8月13日  | 《實習老師（Drama.Ver）》 | NC.A         | YouTube上的實習老師（Drama.Ver）        | 與徐芝釋         |
| 2015年5月15日  | 《我們相遇那天》          | 我是大韓民國 | YouTube上的我們相遇那天                 | 與Girl's Day全員 |
| 2023年10月25日 | 《Being》                 | Tabber       | YouTube上的Being （页面存档备份，存于） |                  |
| 2024年10月30日 | 《Like A Dream》          | John Park    | YouTube上的Like A Dream                 |                  |

### 電視劇

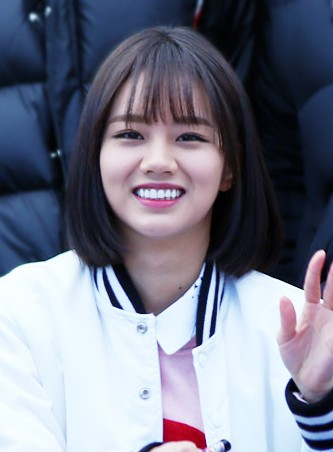
2016年2月15日於《請回答1988》收視公約簽名會

| 播出時間 | 電視台     | 電視劇               | 角色   | 性質       |
| 2012年   | SBS        | 《美味人生》         | 張美嫻 | 配角       |
| 2014年   | JTBC       | 《善巖女高偵探團》   | 李藝希 | 配角       |
| 2015年   | SBS        | 《海德、哲基爾與我》 | 閔友貞 | 第二女主角 |
| 2015年   | tvN        | 《請回答1988》       | 成德善 | 第一女主角 |
| 2016年   | SBS        | 《戲子》             | 鄭格琳 | 第一女主角 |
| 2017年   | MBC        | 《Two Cops》         | 宋智安 | 第一女主角 |
| 2019年   | tvN        | 《清日電子李小姐》   | 李善心 | 第一女主角 |
| 2020年   | tvN        | 《青春紀錄》         | 李海芝 | 客串       |
| 2021年   | tvN        | 《我的室友是九尾狐》 | 李潭   | 第一女主角 |
| 2021年   | KBS2       | 《花開時想月》       | 姜露曙 | 第一女主角 |
| 2022年   | MBC        | 《以一當百執事》     | 白東珠 | 第一女主角 |
| 2025年   | U+Mobiletv | 《善意的競爭》       | 劉在伊 | 主演       |

### 電影
| 年份   | 片名           | 角色 |
| 2018年 | 《物怪》       | 尹明 |
| 2019年 | 《盤索里拳手》 | 敏智 |
| 2024年 | 《Victory》    | 弼善 |
| 待公布 | 《热带夜》     | 阿丽 |

## 參與節目

### 綜藝節目
- 2018年：tvN《驚人的週六》（固定嘉賓，2018年4月7日－2020年11月14日）
- 2023年：ENA《惠薇李叡採派》（固定嘉賓，2023年3月12日－2023年5月28日）

### 主持
- 2011年：SBS MTV《THE SHOW（第1季）》主持（與Him Chan（B.A.P），10月4日－待查）
- 2013年：SBS MTV《THE SHOW：All About K-POP（第3季）》主持（與Yura、李宗泫 （CNBLUE），11月12日）
- 2014年：SBS MTV《THE SHOW：All About K-POP（第3季）》主持（與芝妍（T-ara），6月3日－10月21日）
- 2014年：SBS MTV《THE SHOW（第4季）》主持（與芝妍（T-ara） 、周覓（Super Junior-M），10月28日－2015年1月20日）
- 2014年：MBC《2014 MBC歌謠大祭典》主持（與金成柱、全炫茂、李幼梨、昭宥（Sistar），12月31日）
- 2015年：KBS Joy《第四屆Gaon Chart K-POP大獎》主持（與利特（Super Junior），1月28日）
- 2016年：MBC《2016偶像明星運動會春節特輯》主持（與全炫茂、趙權，1月17日、18日錄影）[85]
- 2016年：MBC《2016偶像明星運動會中秋特輯》主持（與全炫茂、李壽根，8月29日錄影）
- 2016年：KBS《KBS演藝大賞》主持（李輝宰、柳熙烈，12月24日）
- 2018年：MBC《MBC演藝大獎》主持（與全炫茂、勝利，12月29日）[86]
- 2022年：KBS《2022 KBS演技大獎》主持（與全炫茂、鄭容和，12月31日）[87]

### 旁白配音
- 2015年3月8日：MBC TV《真正的男人》第二季（EP01）
- 2015年4月1日：線上遊戲 Sudden Attack（突擊暴風）角色配音
- 2015年：KBS2《超人回來了》未公開X檔案（6月13日、7月3日、8月9日，EP01 - 3）

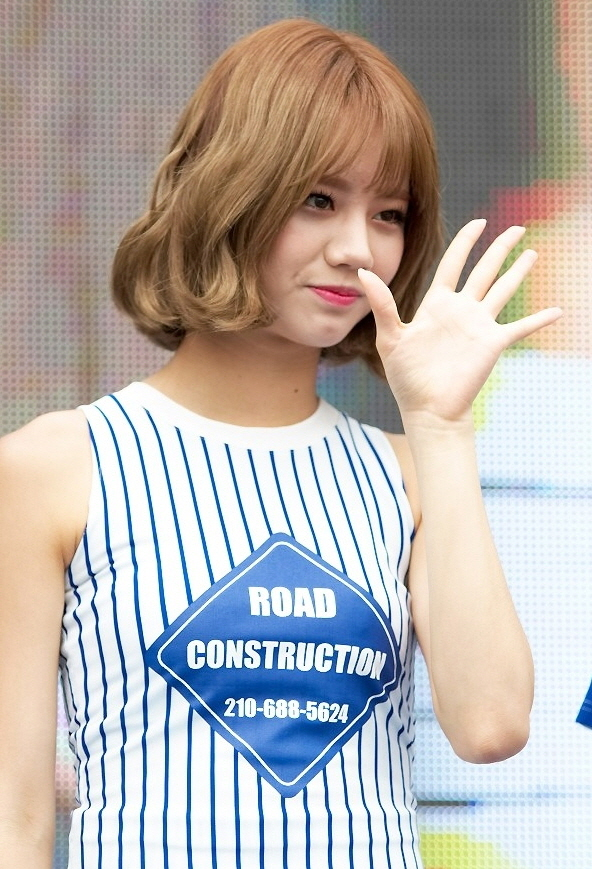
2014年7月5日迷你水上音樂會

- 2016年：《6.25退伍軍人》[88]

## 粉絲見面會
| 日期                                                   | 城市             | 場所                         |
| 2025 HYERI FANMEETING TOUR <Welcome to HYERI’s STUDIO> |                  |                              |
| 2025年6月7日                                           | 首爾             | ECC SAMSUNG HALL             |
| 2025年6月12日                                          | 日本大阪         | Zepp Namba                   |
| 2025年6月14日                                          | 日本東京         | Zepp Haneda                  |
| 2025年6月22日                                          | 澳門路氹城       | 澳門百老匯                   |
| 2025年7月5日                                           | 臺灣台北         | TICC                         |
| 2025年7月12日                                          | 越南胡志明市     | WHITE PALACE PHAM VAN DONG   |
| 2025年7月19日                                          | 香港赤鱲角       | 亞洲國際博覽館11號展館       |
| 2025年7月26日                                          | 菲律賓馬尼拉     | NEW FRONTIER THEATER         |
| 2025年8月2日（取消）                                   | 泰國曼谷         | CHAENGWATTANA HALL FLOOR 5.5 |
| 2025年8月9日                                           | 印度尼西亞雅加達 | 卡薩布蘭卡                   |
| 2025年8月17日                                          | 马来西亚吉隆坡   | ZEPP KUALA LUMPUR            |

## 獎項
| 年份 | 頒獎典禮               | 獎項                          | 作品               | 結果 |
| ---- | ---------------------- | ----------------------------- | ------------------ | ---- |
| 2014 | MBC演藝大賞            | 新人賞                        | 《真正的男人》     | 獲獎 |
| 2015 | 第52屆百想藝術大賞     | 女子人氣賞                    | 《善巖女高偵探團》 | 提名 |
| 2016 | 第52屆百想藝術大賞     | 電視部門 女子新人演技賞       | 《請回答1988》     | 提名 |
| 2016 | 第52屆百想藝術大賞     | 女子人氣賞                    | 《請回答1988》     | 提名 |
| 2016 | 第4屆DramaFever Awards | 最佳親吻獎（與朴寶劍）        | 《請回答1988》     | 獲獎 |
| 2016 | 第5屆APAN Star Awards  | 女子新人賞                    | 《請回答1988》     | 獲獎 |
| 2016 | 第9屆韓國電視劇節      | 女新人賞                      | 《請回答1988》     | 提名 |
| 2016 | tvN10 Awards           | 當紅演員賞                    | 《請回答1988》     | 獲獎 |
| 2016 | tvN10 Awards           | 最佳吻戲賞（與朴寶劍）        | 《請回答1988》     | 提名 |
| 2016 | tvN10 Awards           | made in tvN影集女子賞         | 《請回答1988》     | 提名 |
| 2016 | SBS演技大賞            | 新星賞                        | 《戲子》           | 獲獎 |
| 2016 | SBS演技大賞            | 浪漫類電視劇 女子最優秀演技賞 | 《戲子》           | 提名 |
| 2017 | MBC演技大賞            | 月火劇部門 女子最優秀演技獎   | 《Two Cops》       | 提名 |
| 2017 | MBC演技大賞            | 女子人氣獎                    | 《Two Cops》       | 提名 |
| 2022 | MBC演技大獎            | 迷你劇部門 女子優秀演技獎     | 《以一當百執事》   | 獲獎 |
| 2022 | MBC演技大獎            | 最佳情侶獎（與李濬榮）        | 《以一當百執事》   | 提名 |
| 2022 | KBS演技大獎            | 迷你劇部門 女子優秀演技獎     | 《花开时想月》     | 獲獎 |
| 2024 | 紐約亞洲電影節         | 亞洲新星獎                    | 《Victory》        | 獲獎 |
| 2024 | 第45屆青龍電影獎       | 最佳新人女演員                | 《Victory》        | 提名 |
| 2025 | 第61屆百想藝術大賞     | 電影部門 女子新人演技賞       | 《Victory》        | 提名 |
| 2025 | 第61屆百想藝術大賞     | 女子人氣賞                    | 《Victory》        | 提名 |
| 2025 | 第4屆青龍系列大獎      | 電視劇部門 女主角獎           | 《善意的競爭》     | 提名 |
| 2025 | 第4屆青龍系列大獎      | 綜藝·教養部門 女子綜藝人獎    | 《怪奇謎案限時破》 | 提名 |
| 2025 | 第4屆青龍系列大獎      | 人氣明星獎                    | 不適用             | 獲獎 |
| 2025 | 第34屆釜日電影獎       | 最佳新人女演員獎              | 《Victory》        | 待定 |

## 外部連結
- 惠利的X（前Twitter）
- 惠利的X（前Twitter）（停用）
- 惠利的Instagram帳戶
- YouTube上的惠利頻道
- 惠利的新浪微博